# 이누피아크어 위키백과

이누피아크어 위키백과는 이누피아크어로 운영되는 위키백과 언어판이다. 2007년 2월 14일에 시작되었다.기호는 ik이다.